# Harry Dodoo
Harry Amoo Dodoo est né le 8 août 1918 et mort le 10 février 2000, était un expert-comptable, fonctionnaire et homme d'affaires ghanéen qui a dirigé le Ghana Cocoa Board à différentes époques en tant que chef comptable, directeur général à plusieurs reprises  et président. Il fut le premier natif de la Gold Coast à devenir expert-comptable et le premier indigène de la Gold Coast à travailler chez Cassleton Elliot and Company (aujourd'hui KPMG ).
Dodoo était le chef organisationnel du Cocoa Marketing Board en tant que directeur général de 1955 à 1965 , et en tant que directeur général de 1965 à 1967, et le directeur général lors de sa restructuration en Ghana Cocoa Board de 1983 à 1986 . Il a également été président du Ghana Cocoa Board de 1981 à 1983 et de 1986 à 1988.

## Jeunesse et éducation
Harry Dodoo est né le 8 août 1918 à Accra, dans la région du Grand Accra, sur la Gold Coast . Il a étudié à l'Académie d'Accra (en) de 1935 à 1938 , .
Dodoo a commencé sa carrière au département du comptable général, où il a travaillé de 1939 à 1945. En 1945, il devient stagiaire en droit (en) en comptabilité chez Cassleton Elliot and Company (aujourd'hui KPMG) . En 1949, il obtient son diplôme d'expert-comptable et devient membre de l'Institut des experts-comptables d'Angleterre et du Pays de Galles (en) . Il est ainsi devenu le premier natif de la Gold Coast à obtenir le titre de comptable agréé sur la Gold Coast. Il a travaillé comme expert-comptable au sein du cabinet de 1950 à 1952 .

## Conseil ghanéen du cacao
En 1952, Dodoo a été nommé comptable du Ghana Cocoa Marketing Board (aujourd'hui Ghana Cocoa Board ). En 1953, il est promu chef comptable et le 25 mai 1955, il devient directeur général du Ghana Cocoa Marketing Board , , , , .
En septembre 1960, Dodoo fut nommé par le président Kwame Nkrumah à un comité chargé d'enquêter sur le coût de la vie, présidé par SB Ofori et comprenant Kwesi Amoako-Atta, J. V. L. Phillips (en), H. Millar-Craig et Emmanuel Noi Omaboe .
Dodoo a occupé le poste de directeur général de la CMB jusqu'au 1er mars 1965, date à laquelle il a été renommé directeur général , , . En juillet 1966, il devient président par intérim du conseil d'administration du Cocoa Marketing Board, tout en étant toujours directeur général, lorsque Nana Sir Tsibu Darku quitte son poste . Le 29 juillet 1966, William Ofori Atta remplace Dodoo pour devenir président effectif, avec une nomination du Conseil de libération nationale (en) , . Dodoo a été directeur général du Ghana Cocoa Marketing Board jusqu'au 22 février 1967, date à laquelle il a démissionné , .
En octobre 1981, le président Hilla Limann a nommé Dodoo président du conseil d'administration du Cocoa Marketing Board . En 1983, Dodoo a été nommé directeur général par intérim du Ghana Cocoa Board (COCOBOD) par le président Jerry Rawlings, poste qu'il a occupé jusqu'en 1986 , , . Le 25 septembre 1986, il est nommé président du conseil d'administration du Conseil ghanéen du cacao. Il a démissionné du conseil d'administration le 26 avril 1988 , .

## Mandats d'administrateur
Dodoo a été membre du conseil d'administration de l'Académie d'Accra (en).
Dodoo était vice-président de l'Association des comptables de la Gold Coast (qui a été rebaptisée plus tard Association des comptables du Ghana) , il a également siégé au premier conseil de l'Institut des experts-comptables du Ghana (en) inauguré en 1963. Il a été président de l' Institut des experts-comptables du Ghana (en) de 1974 à 1976 .
En 1969, Dodoo s'est lancé dans le secteur privé en créant Dodoo, Lobban & Co. (maintenant Lobban-Hyde), un cabinet d'audit et de comptabilité au Ghana avec William Drummond Lobban comme associé. Dodoo a pris sa retraite de l'entreprise en 1979, .
Ses autres mandats d'administrateur incluent Fan Milk (en), Blackwood Hodge (Ghana), Hansa Manufacturing Company Limited, Ghana Consolidated Diamonds et Ghana Aluminium Products. Au début des années 1960, il a siégé au conseil d'administration de la Ghana Main Reef Limited .
Il fut également membre du Conseil d'État sous la Troisième République[réf. nécessaire].

## Vie personnelle et mort
Dodoo aimait la musique et la danse . Il est décédé le 10 février 2000 à l'hôpital universitaire Korle-Bu, à Accra .